# جيورجوس أتاناسياديس
جيورجوس أتاناسياديس (باليونانية: Γιώργος Αθανασιάδης)‏ هو لاعب كرة قدم يوناني في مركز الوسط، ولد في 16 ديسمبر 1963 في أثينا في اليونان. شارك مع منتخب اليونان لكرة القدم. أما مع النوادي، فقد لعب مع باناثينايكوس.